# Aeropuerto Internacional de Hong Kong

Mapa del Aeropuerto

El Aeropuerto Internacional de Hong Kong, también conocido como Aeropuerto de Chek Lap Kok es el principal aeropuerto de la Región Administrativa Especial de Hong Kong en la República Popular China. Inaugurado en junio de 1998, es junto al gran río artificial de Libia uno de los dos proyectos de ingeniería más costosos de la historia, llevado a cabo por Foster and Partners. Sustituyó al Aeropuerto Internacional Kai Tak en 1998 debido a su situación en el centro de la ciudad (siendo considerado por muchos expertos como uno de los aeropuertos comerciales más peligrosos jamás construidos), y en el lugar se erigió una villa olímpica para los Juegos Olímpicos de Pekín 2008.
La instalación fue construida en la isla Chek Lap Kok, que fue ampliada hasta formar una isla artificial más grande. Su terminal aérea fue diseñada por el arquitecto Norman Foster.
Tiene capacidad para trasladar hasta 72.867.000 pasajeros al año, es el aeropuerto que más carga mueve al año y es el hub principal de Cathay Pacific, Cathay Dragon, HK Express, Hong Kong Airlines y Air Hong Kong.

## Historia
El aeropuerto Chek Lap Kok fue diseñado como reemplazo del antiguo Aeropuerto Internacional de Hong Kong (comúnmente conocido como Aeropuerto Kai Tak), construido en 1925. Ubicado en el denso distrito de Kowloon, con una única pista que se extendía hacia la bahía de Kowloon. Para la década de 1990, Kai Tak se había convertido en uno de los aeropuertos más transitados del mundo, siendo un importante centro de múltiples aerolíneas de pasajeros, además de un centro clave de carga y mantenimiento. Esto excedió con creces su capacidad de diseño anual tanto para pasajeros como para carga, y uno de cada tres vuelos sufría retrasos, en gran parte debido a la falta de espacio para aeronaves, puertas de embarque y una segunda pista. Además, las medidas de mitigación de ruido restringían los vuelos nocturnos, ya que la severa contaminación acústica (que excedía los 105 dB(A) en Kowloon) afectaba negativamente al menos a 340 000 personas.
En un estudio de planificación de 1974, los departamentos de Aviación Civil y Obras Públicas del Gobierno de Hong Kong identificaron la pequeña isla de Chek Lap Kok, cerca de la isla de Lantau, como un posible futuro emplazamiento para construir el nuevo aeropuerto. Lejos del congestionado centro de la ciudad, las rutas de vuelo pasarían sobre el mar de China Meridional en lugar de áreas urbanas densamente pobladas, lo que permitiría operaciones eficientes las 24 horas del día con múltiples pistas. El plan maestro del aeropuerto Chek Lap Kok (CLK) y los estudios de ingeniería civil se completaron entre 1982 y 1983, respectivamente. Sin embargo, en febrero de 1983, el Gobierno archivó el proyecto por razones económicas y financieras. En 1988, el estudio de Estrategia de Desarrollo de Puertos y Aeropuertos (PADS), realizado por consultores encabezados por Mott MacDonald Hong Kong Limited, examinó las proyecciones del tráfico aeroportuario y portuario hasta el año 2011 y desarrolló tres estrategias recomendadas para el desarrollo estratégico general en Hong Kong. Una de ellas asumía mantener el aeropuerto existente en Kai Tak; otra consideraba un posible aeropuerto en el puerto occidental entre la isla de Lantau y isla de Hong Kong, y la tercera asumía un nuevo aeropuerto en Chek Lap Kok. Los consultores produjeron análisis detallados para cada escenario, permitiendo al Gobierno evaluar estas opciones. En octubre de 1989, el gobernador de Hong Kong anunció al Consejo Legislativo que se había tomado una decisión sobre la estrategia de desarrollo portuario y aeroportuario a largo plazo del territorio. La estrategia adoptada incluía un aeropuerto nuevo en Chek Lap Kok e incorporaba nuevos terminales de contenedores 8 y 9 en la isla Stonecutters y al este de la isla de Tsing Yi, respectivamente.
En el estudio PADS, los consultores indicaron que la fecha más temprana para la apertura del aeropuerto sería enero de 1998. Sin embargo, al tomar la decisión gubernamental, esta fecha se cambió a enero de 1997, seis meses antes de la transferencia de soberanía de Hong Kong a China. La construcción del nuevo aeropuerto comenzó en 1991. Durante la construcción, se llegó a un acuerdo con China para que, en la medida de lo posible, el aeropuerto estuviera terminado antes de la transferencia de soberanía a China en julio de 1997. El primer ministro británico, John Major, inauguró el puente Tsing Ma, el principal acceso a la isla de Lantau, el aeropuerto y su comunidad de apoyo en mayo de 1997. Poco después, el aeropuerto en sí abrió en julio de 1998.
El periodo de construcción fue extremadamente apresurado; los especialistas consideraban que el proyecto necesitaba un periodo de 10 a 20 años para llevarse a cabo. Una de las causas de estas prisas fue la incertidumbre sobre el futuro del proyecto tras la transferencia de soberanía de Hong Kong a la República Popular China. Poco después de que el gobierno colonial británico de Hong Kong anunciara planes para construir el nuevo aeropuerto, el gobierno chino en Pekín comenzó a expresar objeciones a varios aspectos del proyecto, lo que llevó a las instituciones financieras a retrasar la financiación del proyecto. Sin acceso a este financiamiento, muchas de las empresas que habían obtenido contratos para construir diversas partes del proyecto detuvieron las obras, lo que provocó retrasos que aplazaron la apertura del aeropuerto, originalmente planeada para antes de la transición de soberanía, hasta un año después. A medida que se alcanzaron acuerdos con el gobierno chino, Pekín retiró la mayoría de sus objeciones y las obras continuaron, aunque con retraso.
El Aeropuerto Internacional de Hong Kong fue construido sobre una gran isla artificial formada al nivelar y aplanar las antiguas islas de Chek Lap Kok y Lam Chau (3,02 kilómetros cuadrados (1,2 mi²) y 0,08 km² (0 mi²) respectivamente) y obtener 9,38 km² (3,6 mi²) del lecho marino adyacente. El emplazamiento del aeropuerto, con una superficie de 12,48 kilómetros cuadrados (4,8 mi²), sumó casi un 1 % al área total de Hong Kong, conectándose con el lado norte de la isla de Lantau cerca de la nueva ciudad de Tung Chung.
La construcción del nuevo aeropuerto fue solo parte del Airport Core Programme, que incluyó también la construcción de nuevas carreteras y enlaces ferroviarios al aeropuerto, con puentes y túneles, y grandes proyectos de obtención de tierras tanto de la isla de Hong Kong como en Kowloon. El proyecto ostenta el récord del proyecto aeroportuario más caro de la historia, según el Libro Guinness de los Récords. La construcción del nuevo aeropuerto también fue votada como uno de los 10 mayores logros de la construcción del siglo XX en la conferencia ConExpo de 1999.
El diseño del aeropuerto fue adjudicado a un consorcio liderado por Mott Connell (la oficina en Hong Kong de la consultora británica Mott MacDonald), con British Airports Authority como diseñadores especialistas en aspectos relacionados con aeropuertos, Foster and Partners como arquitectos, y Ove Arup como diseñadores estructurales especializados techos. Mott Connell diseñó los cimientos, otros componentes estructurales, y el trabajo mecánico y eléctrico. Las paredes de las terminales, predominantemente de vidrio, fueron diseñadas para romperse durante vientos a alta velocidad, aliviando la presión, permitiendo que la terminal resistiera un tifón intenso.
El aeropuerto fue oficialmente inaugurado en una ceremonia de apertura por el presidente de la República Popular China y secretario general del Partido Comunista, Jiang Zemin, al mediodía (hora de Hong Kong) el 2 de julio de 1998. Horas más tarde, aterrizó el Air Force One, que transportaba al presidente de los Estados Unidos, Bill Clinton, convirtiéndose en el primer visitante extranjero en llegar al nuevo aeropuerto. El funcionamiento normal real del aeropuerto comenzó el 6 de julio de 1998, poniendo fin a las obras de seis años, que costaron 60 mil millones de dólares estadounidenses. Ese día, a las 06:25 hora de Hong Kong, el vuelo CX 889 de Cathay Pacific procedente de Nueva York se convirtió en el primer vuelo comercial en aterrizar en el aeropuerto, superando al original CX 292 de Roma, que estaba programado inicialmente para ser la primera llegada. Sin embargo, el aeropuerto ya había comenzado a experimentar algunas dificultades técnicas el primer día de su apertura. El sistema de visualización de información de vuelos (FIDS) se apagó repentinamente, lo que provocó largos retrasos. Poco después, se perdió la conexión de comunicación de carga con el antiguo aeropuerto de Kai Tak, donde aún se almacenaban los datos necesarios. Durante el mismo período, alguien borró accidentalmente una base de datos importante para los servicios de carga, lo que significó que las operaciones de carga tuvieron que almacenarse manualmente. En un momento dado, el aeropuerto tuvo que rechazar todo el tráfico de carga aérea hacia y desde Hong Kong (excepto alimentos y suministros médicos), mientras resolvía el problema. El aeropuerto no pudo mantenerse al día sin un sistema asistido por computadora automatizado. Durante tres a cinco meses después de su apertura, sufrió importantes problemas organizativos, mecánicos y técnicos que casi paralizaron el aeropuerto y sus operaciones. Los fallos informáticos fueron los principales responsables de la crisis. Lau Kong-wah, un político de Hong Kong, comentó: "Esto se suponía que iba a ser un proyecto de primera clase, pero se ha convertido en un aeropuerto de novena categoría y una desgracia. Nuestro aeropuerto se ha convertido en el hazmerreír del mundo". En un momento dado, el Gobierno reabrió la terminal de carga del Aeropuerto Kai Tak para manejar el tráfico de mercanías debido a los problemas en la nueva terminal de carga, la Super Terminal One (ST1). Tras los iniciales seis meses más caóticos, el aeropuerto comenzó a operar con normalidad.
El 31 de julio de 2000, Todd Salimuchai, un inmigrante ilegal sin nacionalidad demostrable, forzó su entrada en Hong Kong a través de un control de seguridad utilizando una pistola falsa. Tomó como rehén a una mujer y abordó un avión de Cathay Pacific. Exigió ser llevado a Birmania, que afirmó ser su país natal, pero se negó a admitirlo debido a su falta de documentos. Se entregó a la policía dos horas y media después.
Inaugurada oficialmente en junio de 2007, la segunda terminal del aeropuerto, llamada T2 (solo instalaciones de check-in), está conectada con la línea Airport Express en una nueva plataforma. Esta terminal cuenta también con el centro comercial SkyPlaza, que ofrece una gran variedad de tiendas y restaurantes, junto con algunas instalaciones de ocio y entretenimiento. T2 también alberga una estación de autobuses con 36 bahías para conexiones con China continental, así como 56 mostradores de check-in, aduanas e instalaciones de inmigración.
Además de la T2, se inauguró en 2007 el campo de golf SkyCity Nine Eagles, mientras que el segundo hotel del aeropuerto, el Hong Kong SkyCity Marriott Hotel, y una terminal permanente de ferris transfronterizos, la Skypier, que comenzaron sus operaciones en 2008 y 2009, respectivamente. El desarrollo alrededor de la T2 incluye también el AsiaWorld-Expo, que inició operaciones a finales de 2005. Una segunda sala de pasajeros, el North Satellite Concourse (NSC), se inauguró en 2010, seguida por el Midfield Concourse en diciembre de 2015.
En agosto de 2019, el aeropuerto cerró varias veces debido a las manifestaciones realizadas dentro durante las protestas en Hong Kong de 2019-2020, y se cancelaron más de 160 vuelos ya que tanto las secciones de llegadas como de salidas fueron ocupadas por manifestantes.
La tercera pista, también conocida como la Pista Norte, se inauguró en julio de 2022. Es la primera parte del Hong Kong International Airport Master Plan 2030 en implementarse. La tercera pista abarca un área de 650 hectáreas, aproximadamente del tamaño de Gibraltar. La pista central y la terminal 2 del aeropuerto se cerraron para facilitar las obras de construcción, expansión y mejoras. La pista central se reabrió el 28 de noviembre de 2024. Se espera que la terminal 2 vuelva a estar operativa en 2024.

## Estadísticas
Ver fuente y consulta Wikidata.

## Aerolíneas y destinos

### Vuelos nacionales
| Cantón    | Aeropuerto Internacional de Cantón-Baiyun      | China Southern Airlines                                                     |
| Changchun | Aeropuerto internacional Longjia               | China Southern Airlines                                                     |
| Changsha  | Aeropuerto Internacional de Changsha-Huanghua  | Cathay Dragon / China Southern Airlines / HK Express / Sichuan Airlines     |
| Chengdu   | Aeropuerto Internacional de Chengdú-Shuangliu  | Air China / Cathay Dragon / HK Express / Sichuan Airlines                   |
| Chongqing | Aeropuerto Internacional de Chongqing Jiangbei | Air China / Cathay Dragon / HK Express                                      |
| Dalian    | Aeropuerto Internacional Zhoushuizi            | Air China                                                                   |
| Fuzhou    | Aeropuerto Internacional de Fuzhou             | Cathay Dragon / China Eastern Airlines / Xiamen Airlines                    |
| Guiyang   | Aeropuerto de Guiyang                          | Air China                                                                   |
| Hangzhou  | Aeropuerto Internacional Xiaoshan              | Air China / China Eastern Airlines                                          |
| Hefei     | Aeropuerto Internacional de Hefei              | China Eastern Airlines                                                      |
| Jinan     | Aeropuerto Internacional de Jinan Yaoqiang     | China Eastern Airlines / Hong Kong Airlines                                 |
| Nankín    | Aeropuerto Internacional de Nankín-Lukou       | China Eastern Airlines                                                      |
| Pekín     | Aeropuerto Internacional de Pekín-Daxing       | Air China / Cathay Pacific / China Southern Airlines                        |
| Qingdao   | Aeropuerto Internacional de Qingdao            | Cathay Dragon / Hong Kong Airlines / China Eastern Airlines                 |
| Shanghái  | Aeropuerto Internacional de Shanghái-Pudong    | Cathay Dragon / Cathay Pacific / China Eastern Airlines / Shanghai Airlines |
| Shenyang  | Aeropuerto Internacional Taoxian               | Air China / Cathay Dragon                                                   |
| Tianjin   | Aeropuerto Internacional de Tianjín-Binhai     | Air China                                                                   |
| Wenzhou   | Aeropuerto Internacional de Wenzhou-Longwan    | Cathay Pacific                                                              |
| Xi'an     | Aeropuerto Internacional de Xi'an-Xianyang     | Cathay Dragon / China Eastern Airlines / HK Express                         |
| Xiamen    | Aeropuerto Internacional de Xiamen-Gaoqi       | Cathay Pacific / Xiamen Airlines                                            |
| Yichang   | Aeropuerto de Yichang                          | Sichuan Airlines                                                            |

### Vuelos internacionales
| Ciudades por país     | Nombre del aeropuerto                                  | Aerolíneas | Aeronaves   | Frecuencias semanales |
| África                | África                                                 | África | África      | África                |
| --------------------- | ------------------------------------------------------ | --- | ----------- | --------------------- |
| Etiopía               |                                                        | |             |                       |
| Adís Abeba            | Aeropuerto Internacional Bole                          | Ethiopian | B787-9 A359 |                       |
| Kenia                 |                                                        | |             |                       |
| Nairobi               | Aeropuerto Internacional Jomo Kenyatta                 | Kenya Airways | B7x7        |                       |
| Mauricio              |                                                        | |             |                       |
| Port Louis            | Aeropuerto Internacional Sir Seewoosagur Ramgoolam     | Air Mauritius | A3xx        |                       |
| Sudáfrica             |                                                        | |             |                       |
| Ciudad del Cabo       | Aeropuerto Internacional de Ciudad del Cabo            | Cathay Pacific (Estacional) |             |                       |
| Johannesburgo         | Aeropuerto Internacional de Johannesburgo              | Cathay Pacific |             |                       |
| Norteamérica          |                                                        | |             |                       |
| Canadá                |                                                        | |             |                       |
| Toronto               | Aeropuerto Internacional Toronto Pearson               | Cathay Pacific |             |                       |
| Vancouver             | Aeropuerto Internacional de Vancouver                  | Air Canada Cathay Pacific | B787-9      |                       |
| Estados Unidos        |                                                        | |             |                       |
| Boston                | Aeropuerto Internacional Logan                         | Cathay Pacific |             |                       |
| Chicago               | Aeropuerto Internacional O'Hare                        | Cathay Pacific United Airlines |             |                       |
| Dallas/Fort Worth     | Aeropuerto Internacional de Dallas-Fort Worth          | American Airlines |             |                       |
| Los Ángeles           | Aeropuerto Internacional de Los Ángeles                | American Airlines Cathay Pacific |             |                       |
| Newark                | Aeropuerto Internacional Libertad de Newark            | Cathay Pacific United Airlines |             |                       |
| Nueva York            | Aeropuerto Internacional John F. Kennedy               | Cathay Pacific (non-stop y vía YVR) |             |                       |
| San Francisco         | Aeropuerto Internacional de San Francisco              | Cathay Pacific Singapore Airlines United Airlines |             |                       |
| Washington D.C        | Aeropuerto Internacional de Washington-Dulles          | Cathay Pacific |             |                       |
| Asia                  |                                                        | |             |                       |
| Bangladés             |                                                        | |             |                       |
| Daca                  | Aeropuerto Internacional de Daca-Hazrat Shahjalal      | Biman Bangladesh Airlines Cathay Dragon |             |                       |
| Baréin                |                                                        | |             |                       |
| Manama                | Aeropuerto Internacional de Baréin                     | Cathay Pacific |             |                       |
| Brunéi                |                                                        | |             |                       |
| Bandar Seri Begawan   | Aeropuerto Internacional de Brunéi                     | Royal Brunei Airlines |             |                       |
| Catar                 |                                                        | |             |                       |
| Doha                  | Aeropuerto Internacional Hamad                         | Qatar Airways |             |                       |
| Corea del Sur         |                                                        | |             |                       |
| Busan                 | Aeropuerto Internacional de Gimhae                     | Cathay Dragon Korean Air |             |                       |
| Seúl                  | Aeropuerto Internacional de Incheon                    | Asiana Airlines Cathay Pacific Korean Air Thai Airways International |             |                       |
| India                 |                                                        | |             |                       |
| Bangalore             | Aeropuerto Internacional Kempegowda                    | Cathay Dragon IndiGo | A32x        |                       |
| Bombay                | Aeropuerto Internacional Chhatrapati Shivaji           | Cathay Pacific |             |                       |
| Calcuta               | Aeropuerto Internacional Netaji Subhas Chandra Bose    | Cathay Dragon |             |                       |
| Chennai               | Aeropuerto Internacional de Chennai                    | Cathay Pacific |             |                       |
| Delhi                 | Aeropuerto Internacional Indira Gandhi                 | Air India Cathay Pacific |             |                       |
| Hyderabad             | Aeropuerto Internacional Rajiv Gandhi                  | Cathay Pacific |             |                       |
| EAU                   |                                                        | |             |                       |
| Dubái                 | Aeropuerto Internacional de Dubái                      | Cathay Pacific Emirates |             |                       |
| Filipinas             |                                                        | |             |                       |
| Cebú                  | Aeropuerto Internacional Mactán-Cebú                   | Cathay Pacific Cebu Pacific |             |                       |
| Manila                | Aeropuerto Internacional Ninoy Aquino                  | Air Niugini Cathay Pacific Cebu Pacific Philippine Airlines |             |                       |
| Indonesia             |                                                        | |             |                       |
| Yakarta               | Aeropuerto Internacional Soekarno-Hatta                | Cathay Pacific China Airlines Garuda Indonesia |             |                       |
| Japón                 |                                                        | |             |                       |
| Fukuoka               | Aeropuerto de Fukuoka                                  | Cathay Dragon Cathay Pacific |             |                       |
| Nagoya                | Aeropuerto Internacional Chūbu Centrair                | All Nippon Airways Cathay Pacific |             |                       |
| Osaka                 | Aeropuerto Internacional de Kansai                     | All Nippon Airways Cathay Pacific Japan Airlines |             |                       |
| Sapporo               | Nuevo Aeropuerto de Chitose                            | Cathay Pacific |             |                       |
| Tokio                 | Aeropuerto Internacional de Haneda                     | All Nippon Airways Cathay Pacific Japan Airlines |             |                       |
| Tokio                 | Aeropuerto Internacional de Narita                     | All Nippon Airways Cathay Pacific Japan Airlines |             |                       |
| Jordania              |                                                        | |             |                       |
| Amán                  | Aeropuerto Internacional de la Reina Alia              | Royal Jordanian |             |                       |
| Malasia               |                                                        | |             |                       |
| Kota Kinabalu         | Aeropuerto Internacional de Kota Kinabalu              | Cathay Dragon Malaysia Airlines |             |                       |
| Kuala Lumpur          | Aeropuerto Internacional de Kuala Lumpur               | Cathay Dragon Malaysia Airlines |             |                       |
| Kuching               | Aeropuerto Internacional de Kuching                    | Malaysia Airlines |             |                       |
| Miri                  | Aeropuerto de Miri                                     | Malaysia Airlines |             |                       |
| Nepal                 |                                                        | |             |                       |
| Katmandú              | Aeropuerto Internacional de Katmandú                   | Nepal Airlines | A3xxceo     |                       |
| Singapur              |                                                        | |             |                       |
| Singapur              | Aeropuerto Internacional de Singapur                   | Cathay Pacific Singapore Airlines |             |                       |
| Sri Lanka             |                                                        | |             |                       |
| Colombo               | Aeropuerto Internacional Bandaranaike                  | SriLankan Airlines | A3xx        |                       |
| Tailandia             |                                                        | |             |                       |
| Bangkok               | Aeropuerto Internacional Suvarnabhumi                  | Bangkok Airways Cathay Pacific China Airlines Emirates Ethiopian Royal Jordanian SriLankan Airlines Thai Airways International United Airlines (Inicia 26 de octubre del 2025) | A3xx        |                       |
| Chiang Mai            | Aeropuerto Internacional de Chiang Mai                 | HK Express | A32x        |                       |
| Taiwán                |                                                        | |             |                       |
| Kaohsiung             | Aeropuerto Internacional de Kaohsiung                  | China Airlines EVA Air Mandarin Airlines |             |                       |
| Taichung              | Aeropuerto Internacional de Taichung                   | EVA Air Mandarin Airlines |             |                       |
| Taipéi                | Aeropuerto Internacional de Taiwán Taoyuan             | Cathay Pacific EVA Air |             |                       |
| Vietnam               |                                                        | |             |                       |
| Ciudad de Ho Chi Minh | Aeropuerto Internacional de Tan Son Nhat               | Cathay Dragon Cathay Pacific Hong Kong Airlines Pacific Airlines VietJet Air Vietnam Airlines United Airlines (Inicia 26 de octubre del 2025)                                  | A3xx A32x   |                       |
| Đà Nẵng               | Aeropuerto Internacional de Đà Nẵng                    | Cathay Dragon Pacific Airlines Vietnam Airlines | A32x        |                       |
| Hanói                 | Aeropuerto Internacional de Nội Bài                    | Hong Kong Airlines Pacific Airlines Vietnam Airlines | A3xx A32x   |                       |
| Phú Quốc              | Aeropuerto Internacional de Phú Quốc                   | VietJet Air | A32x        |                       |
| Europa                |                                                        | |             |                       |
| Alemania              |                                                        | |             |                       |
| Düsseldorf            | Aeropuerto Internacional de Düsseldorf                 | Cathay Pacific |             |                       |
| Fráncfort             | Aeropuerto de Fráncfort del Meno                       | Cathay Pacific Lufthansa |             |                       |
| Múnich                | Aeropuerto Internacional de Múnich-Franz Josef Strauss | Lufthansa |             |                       |
| Dinamarca             |                                                        | |             |                       |
| Copenhague            | Aeropuerto de Copenhague-Kastrup                       | Scandinavian Airlines | A3x0        |                       |
| España                |                                                        | |             |                       |
| Madrid                | Aeropuerto Adolfo Suárez Madrid-Barajas                | Cathay Pacific |             |                       |
| Barcelona             | Aeropuerto Josep Tarradellas Barcelona-El Prat         | Cathay Pacific |             |                       |
| Finlandia             |                                                        | |             |                       |
| Helsinki              | Aeropuerto de Helsinki-Vantaa                          | Finnair | A3x0        |                       |
| Francia               |                                                        | |             |                       |
| París                 | Aeropuerto de París-Charles de Gaulle                  | Air France Cathay Pacific |             |                       |
| Irlanda               |                                                        | |             |                       |
| Dublín                | Aeropuerto de Dublín                                   | Cathay Pacific |             |                       |
| Italia                |                                                        | |             |                       |
| Roma                  | Aeropuerto de Roma-Fiumicino                           | Cathay Pacific |             |                       |
| Milán                 | Aeropuerto de Milán-Malpensa                           | Cathay Pacific |             |                       |
| Países Bajos          |                                                        | |             |                       |
| Ámsterdam             | Aeropuerto de Ámsterdam-Schiphol                       | Cathay Pacific KLM |             |                       |
| Reino Unido           |                                                        | |             |                       |
| Londres               | Aeropuerto de Londres-Heathrow                         | British Airways Cathay Pacific Virgin Atlantic |             |                       |
| Londres               | Aeropuerto de Londres-Gatwick                          | Cathay Pacific |             |                       |
| Mánchester            | Aeropuerto de Mánchester                               | Cathay Pacific |             |                       |
| Rusia                 |                                                        | |             |                       |
| Moscú                 | Aeropuerto Internacional de Moscú-Sheremétievo         | Aeroflot |             |                       |
| Suiza                 |                                                        | |             |                       |
| Zúrich                | Aeropuerto Internacional de Zúrich                     | Cathay Pacific Swiss |             |                       |
| Turquía               |                                                        | |             |                       |
| Estambul              | Aeropuerto de Estambul                                 | Turkish Airlines |             |                       |
| Oceanía               |                                                        | |             |                       |
| Australia             |                                                        | |             |                       |
| Adelaida              | Aeropuerto de Adelaida                                 | Cathay Pacific |             |                       |
| Brisbane              | Aeropuerto de Brisbane                                 | Cathay Pacific Qantas |             |                       |
| Melbourne             | Aeropuerto Internacional Tullamarine                   | Cathay Pacific Qantas |             |                       |
| Perth                 | Aeropuerto de Perth                                    | Cathay Pacific |             |                       |
| Sídney                | Aeropuerto Internacional Kingsford Smith               | Cathay Pacific Qantas |             |                       |
| Nueva Zelanda         |                                                        | |             |                       |
| Auckland              | Aeropuerto Internacional de Auckland                   | Air New Zealand Cathay Pacific | B7x7        |                       |
| Christchurch          | Aeropuerto Internacional de Christchurch               | Cathay Pacific (Estacional) |             |                       |

## Terminal de Carga
- ACT Airlines (Cebú, Daca, Lahore, Port Moresby, Taipéi-Taiwán Taoyuan)
- Aeroflot-Cargo (Moscú, Jabárovsk, Novosibirsk)
- AirBridgeCargo Airlines (Ámsterdam, Fráncfort del Meno, Krasnodar, Moscú-Sheremetyevo)
- Air China (Pekín, Tianjin)
- Air France (París-Charles de Gaulle)
- Air Hong Kong (Pekín, Bangkok-Suvarnabhumi, Nagoya-Centrair, Osaka-Kansai, Penang, Seúl, Shanghái-Pudong, Singapur, Taipéi-Taiwán Taoyuan, Tokio-Narita)
- All Nippon Airways (Nagoya-Centrair, Osaka-Kansai, Tokio-Narita)
- Asiana Airlines (Seúl-Incheon)
- Atlas Air (Adana Incirlik, Ault Field, Chicago-O'Hare, Fairfield, Kagoshima , Kuwait, Miami, Nueva York-JFK, Osaka-Kansai, Sapporo-Chitose, Seúl-Incheon, Sídney)
- Aviation Enterprise TESIS(Novosibirsk)
- British Airways (Bombay, Colonia/Bonn, Delhi, Londres-Stansted, Madrás, Múnich)
- Cargolux (Alma Ata, Abu Dabi, Bakú, Barcelona, Budapest, Helsinki, Luxemburgo)
- Cathay Pacific (Ámsterdam, Anchorage, Atlanta, Bombay, Bruselas, Chicago-O'Hare, Calgary / Ciudad de México-Benito Juárez, Dallas/Fort Worth, Delhi, Dubái, Estocolmo, Fráncfort del Meno, Londres-Heathrow, Los Ángeles, Madrás, Mánchester, Melbourne, Milán-Malpensa, Múnich, Nueva York-JFK, Osaka-Kansai, París-Charles de Gaulle, Penang, San Francisco, Seúl-Incheon, Singapur, Sídney, Taipéi-Taiwán Taoyuan, Toronto-Pearson, Tokio-Narita, Vancouver)
- Czech Airlines Cargo (Dubái, Praga)
- China Cargo Airlines (Qingdao, Shanghái-Pudong)
- China Airlines (Taipéi-Taiwán Taoyuan)
- Emirates Airline (Bangkok-Suvarnabhumi, Dubái, Madrás)
- EVA Air (Taipéi-Taiwán Taoyuan)
- Evergreen (Charter Cargo)
- Federal Express (Alma Ata, Anchorage, Chicago-O'Hare, Colonia/Bonn, Delhi, Indianápolis, Londres-Stansted, Memphis, Nueva York-JFK, Newark, Oakland, Osaka-Kansai, París-Charles de Gaulle, Seúl-Incheon, San Francisco, Súbic Bay, Taipéi-Taiwán Taoyuan, Tokio-Narita)
- Gemini Air Cargo (Nueva York-JFK, Sapporo-Chitose)
- Japan Airlines (Osaka-Kansai, Tokio-Narita)
- Jett8 Airlines Cargo (Singapur)
- Kalitta Air (Abu Dabi, Adelaida, Anchorage, Baréin, Bangkok-Suvarnabhumi, Chicago-O'Hare, Columbus, Dubái, Fráncfort del Meno, Guam, Honolulú, Jabárovsk, Maastricht, Nueva York-JFK, Osan, Oscoda, Pionyang, Tiblisi, Trípoli)
- Korean Air (Seúl-Incheon))
- Lufthansa Cargo (Alma Ata, Fráncfort del Meno, Leipzig/Halle, Sharjah, Taskent)
- Mandarin Airlines (Kaohsiung)
- Malaysia Airlines Cargo (Kuala Lumpur, Penang)
- Martinair (Ámsterdam, Bangkok-Suvarnabhumi)
- Nippon Cargo Airlines (Osaka-Kansai, Tokio-Narita)
- NWA Cargo (Anchorage, Tokio-Narita)
- Ocean Airlines (Biskek, Brescia, Lahore)
- Philippine Airlines (Manila)
- Polar Air Cargo (Chicago-O'Hare, Los Ángeles, Seúl-Incheon)
- Qantas Freight (Ávalon, Sídney)
- Saudi Arabian Airlines Cargo (Bangkok-Suvarnabhumi, Lahore, Riad, Yeda)
- Shanghai Airlines Cargo (Shanghái-Pudong)
- Singapore Airlines Cargo (Ámsterdam, Anchorage, Chicago-O'Hare, Dallas/Fort Worth, Don Miguel, Los Ángeles, Madrás, Sharjah, Singapur, Sídney)
- Southern Air (Anchorage, Chicago-O'Hare, Maastricht, Sharjah, Seúl-Incheon)
- Thai Global Airline (Bangkok-Suvarnabhumi)
- Transmile Air Services (Anchorage, Johor Bahru, Riverside, Subang)
- United Parcel Service (Anchorage, Bombay, Colonia/Bonn, Dubái, Honolulú, Louisville, Manila-Clark, Ontario, Osaka-Kansai, Filadelfia, Sapporo-Chitose, Seúl-Incheon, Singapur, Sídney, Taipéi-Taiwán Taoyuan)
- World Airways (Anchorage, Seúl-Incheon)
- Yangtze River Express (Hangzhou, Qingdao)

## Galería de imágenes

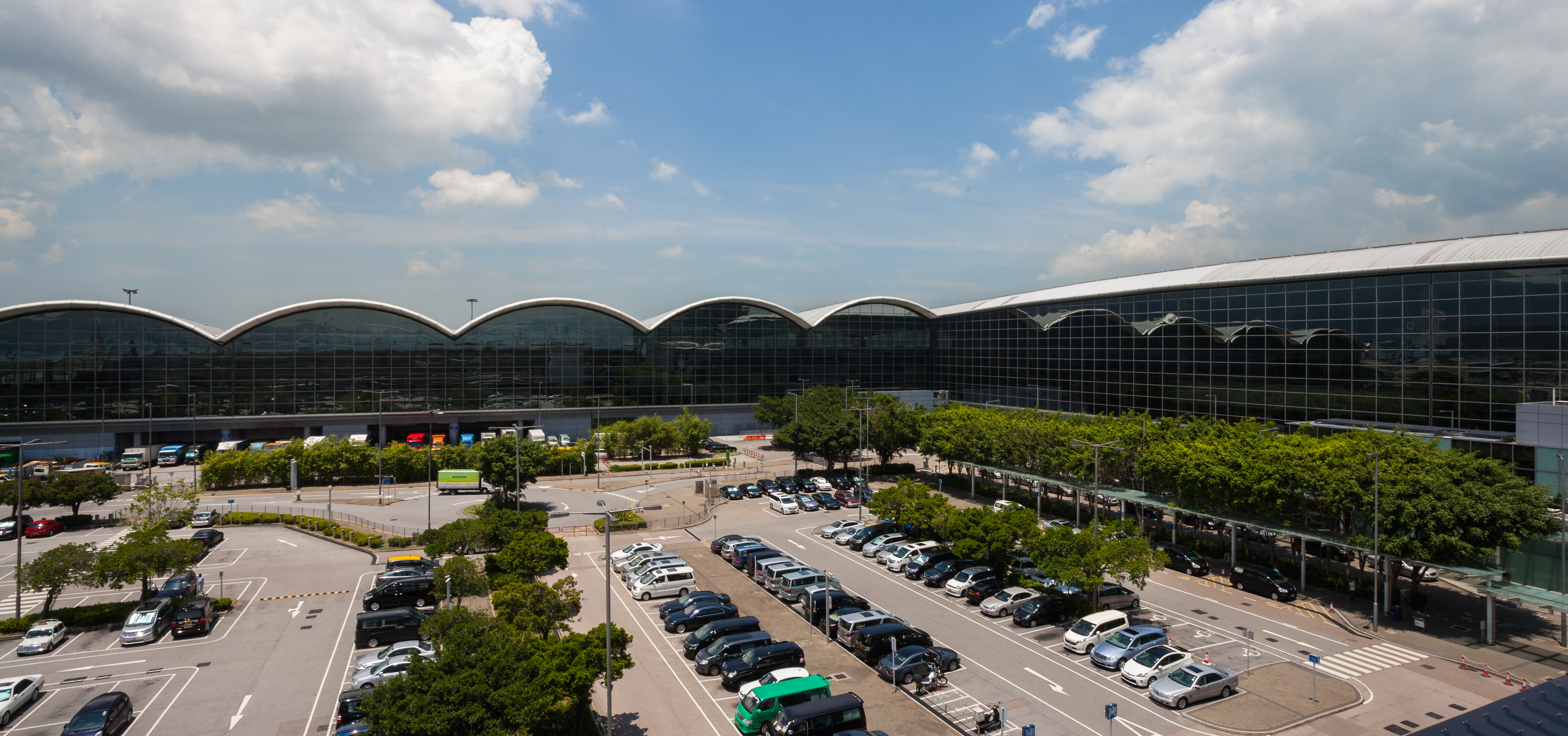
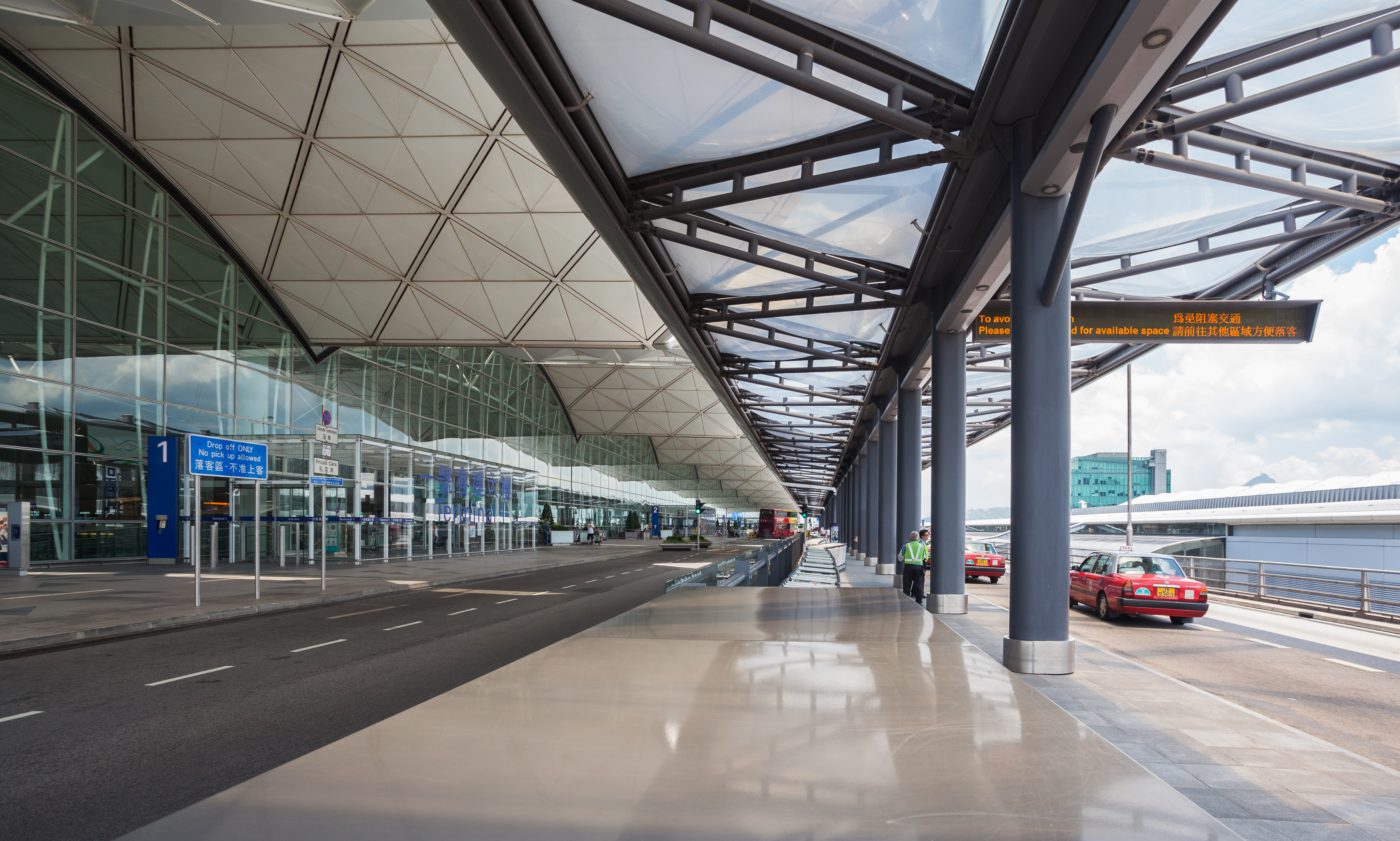
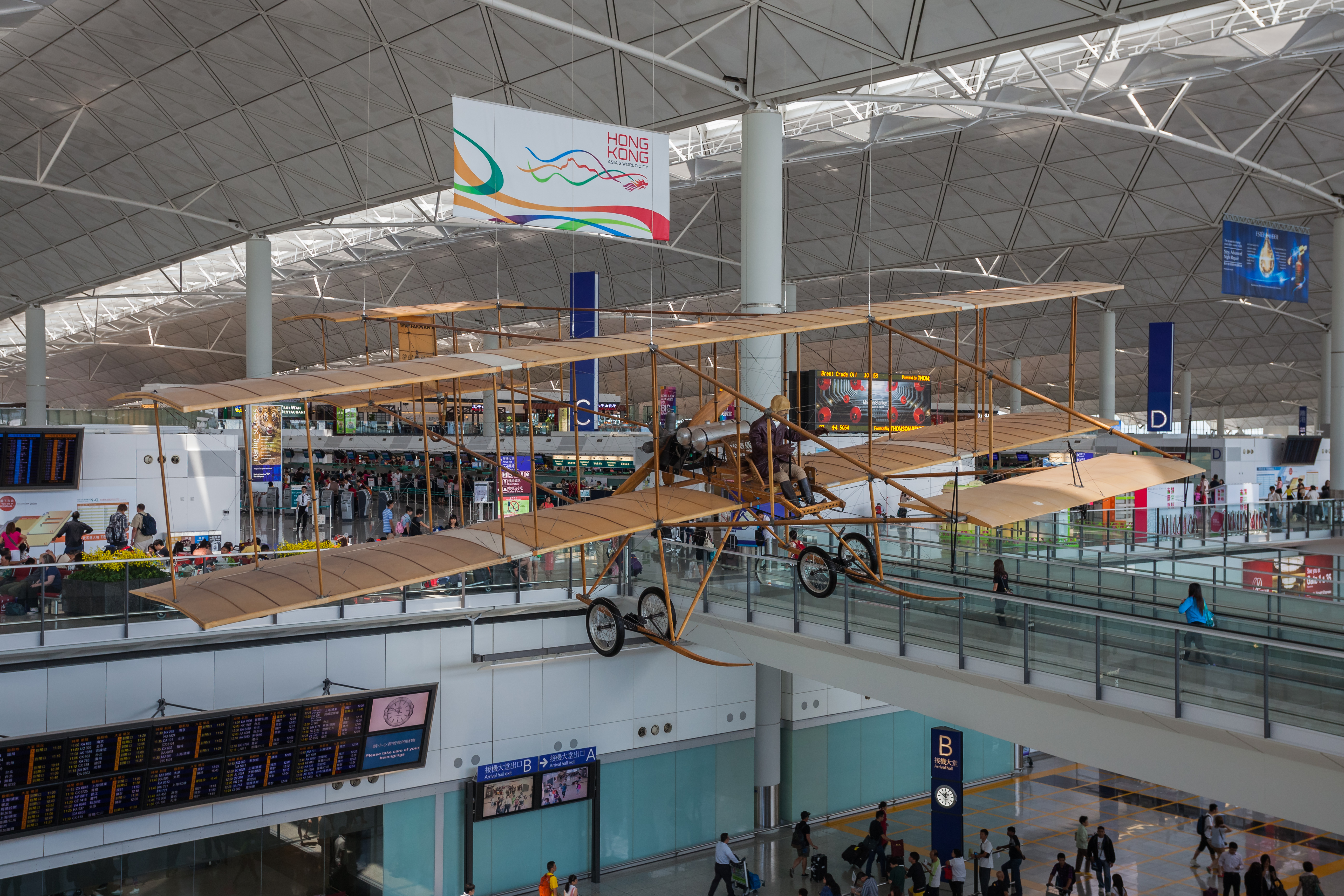
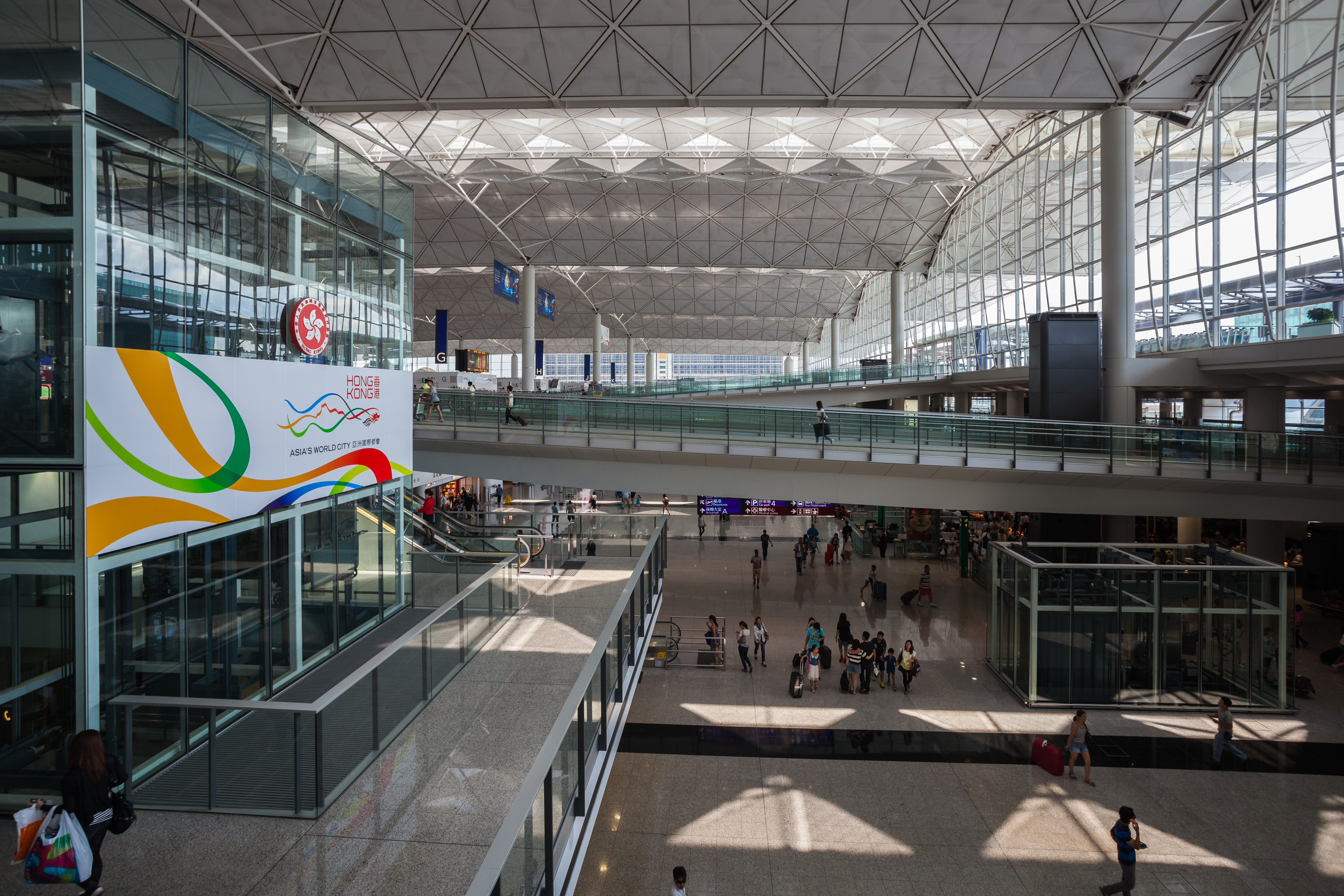
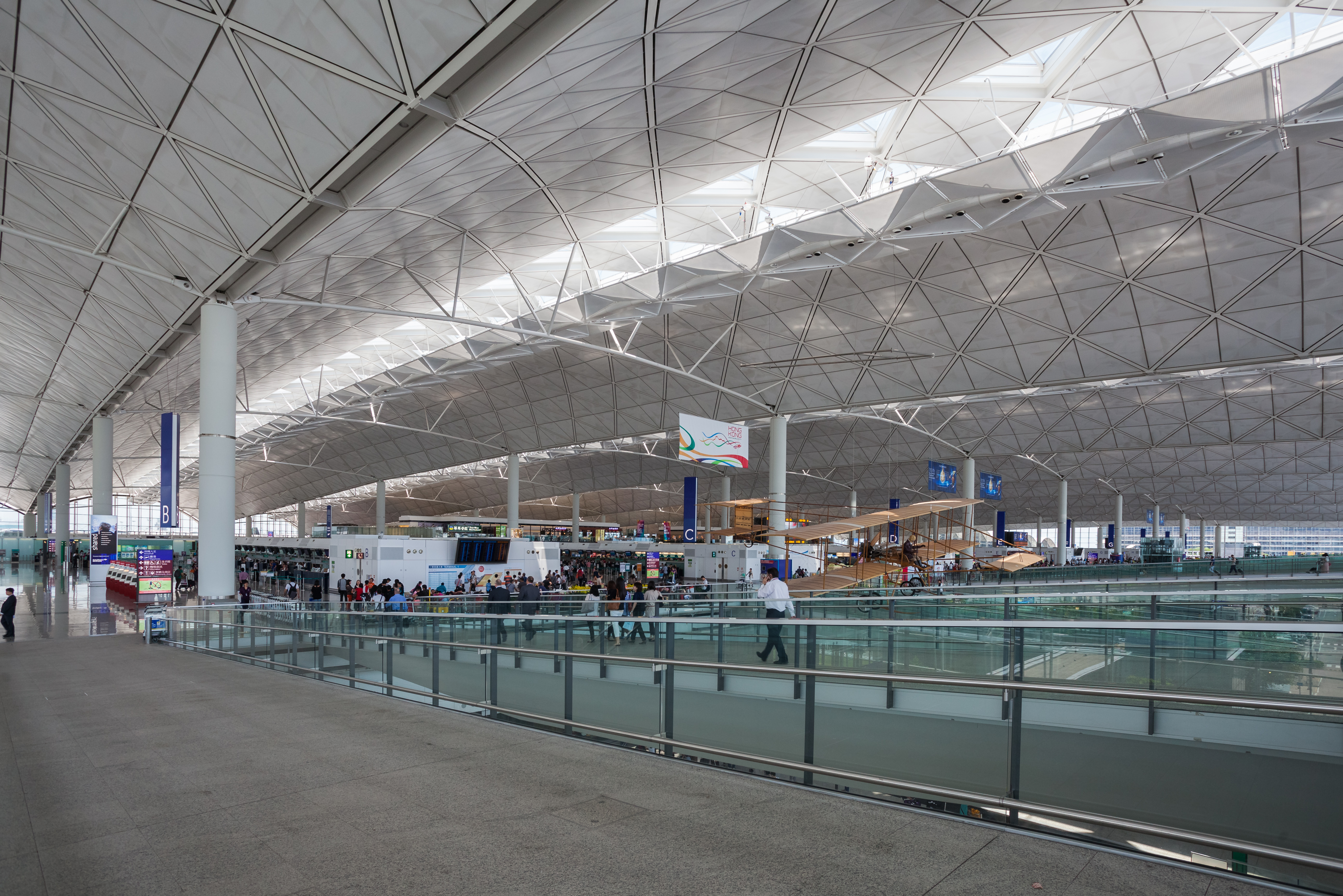
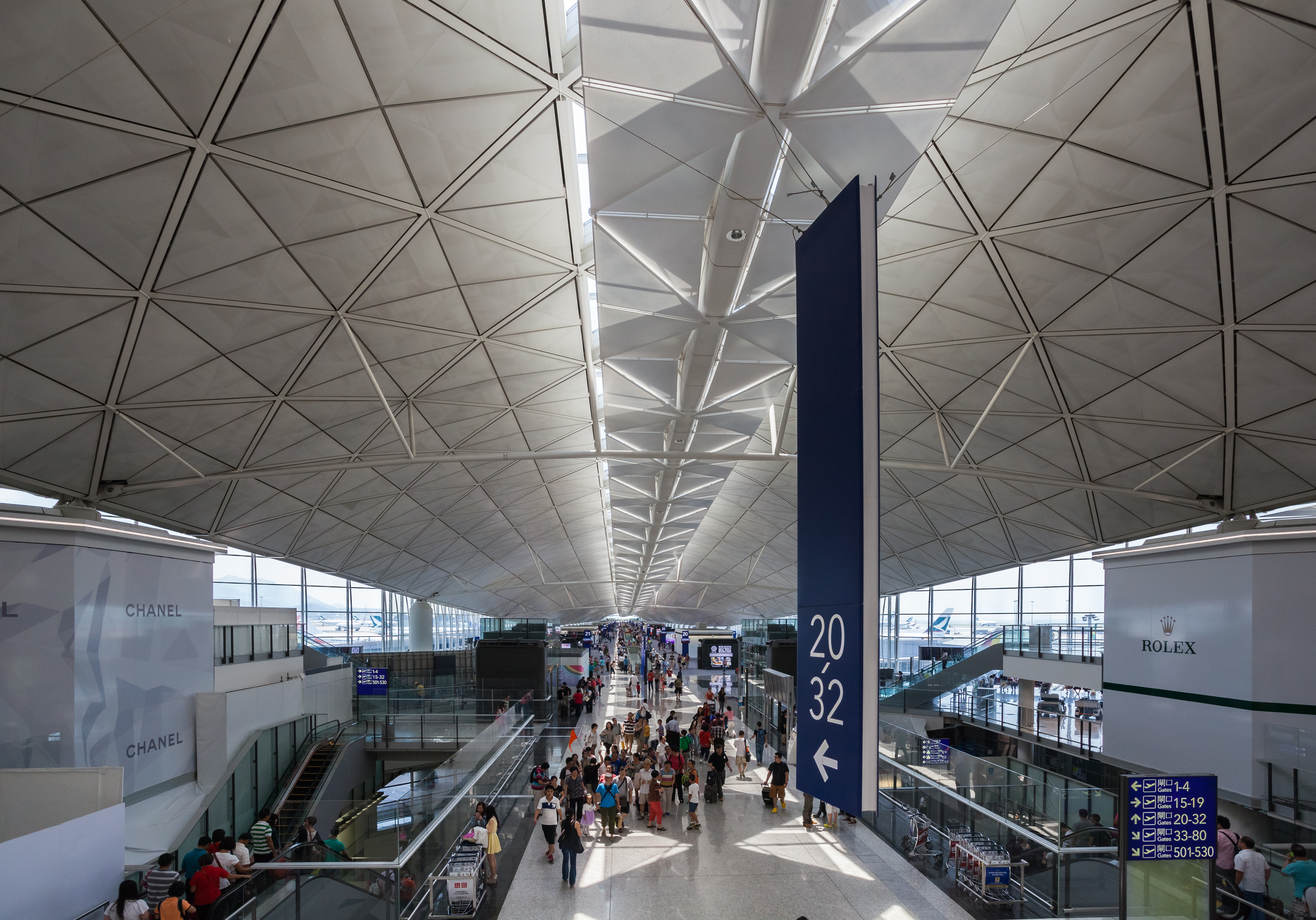
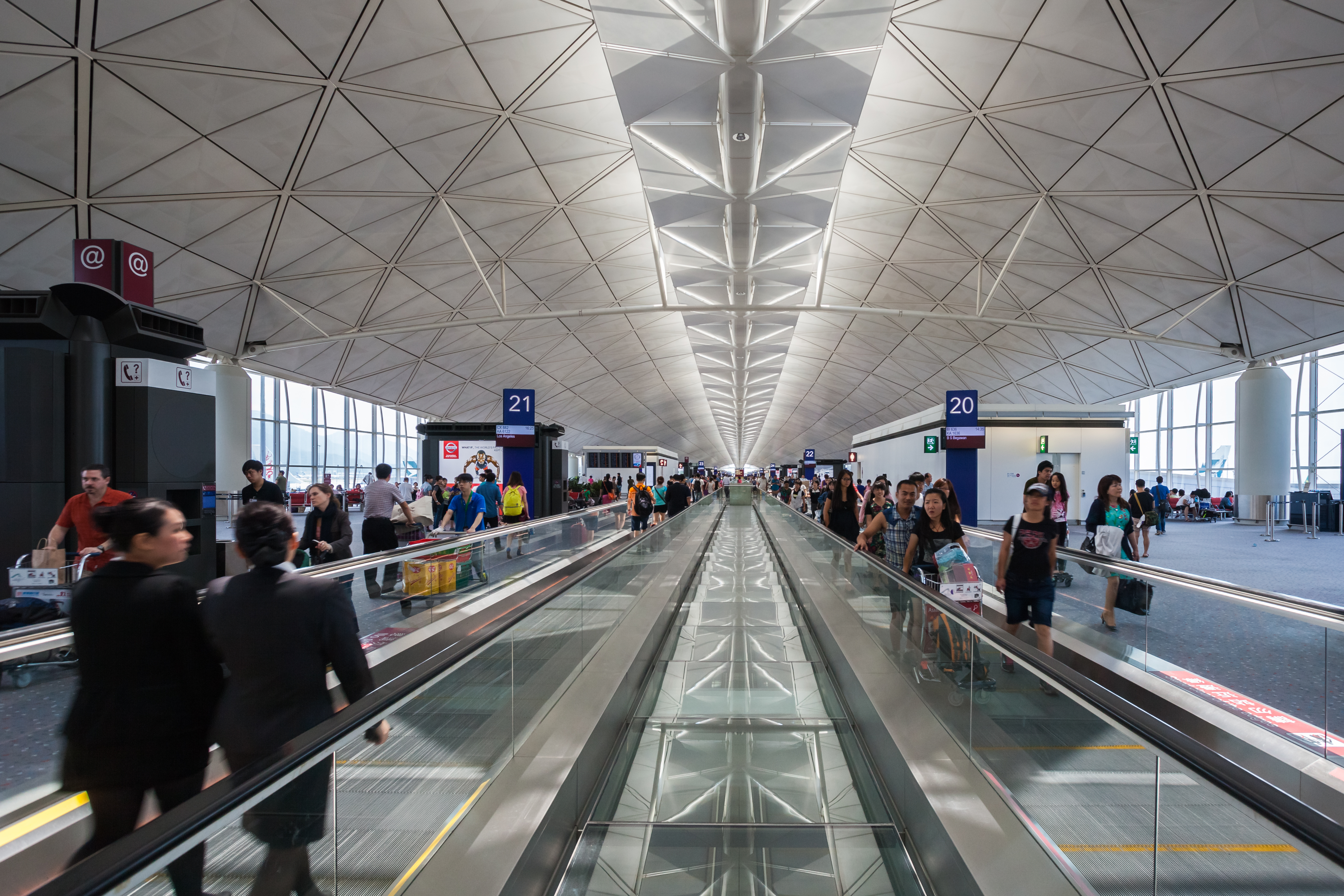